# Mycovirus
Mycoviruses (tiếng Hy Lạp: μύκης mykes ("nấm") + virus Latin), còn được gọi là mycophages, là những virus kí sinh ở nấm (nấm men, nấm sợi).

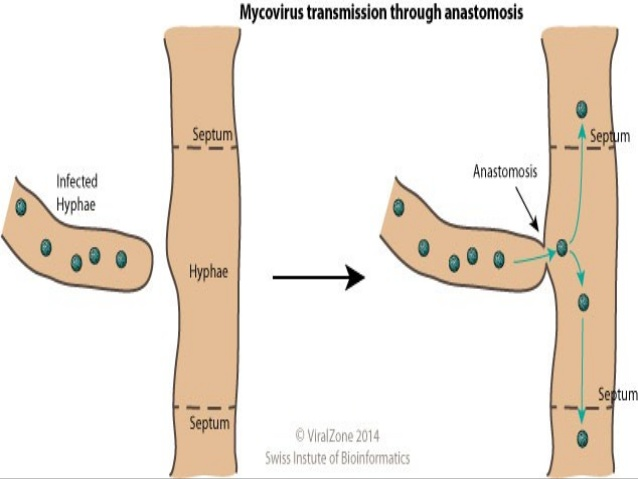
Một loại mycovirus

## Phát hiện
Mycovirus đầu tiên được báo cáo vào năm 1962 từ nấm được trồng (Agaricus bisporus), cònđược gọi là bệnh La France. Nấm bị nhiễm bệnh đã phát triển cơ thể đậu quả dị hình, phát triển chậm và bất thường (trưởng thành sớm,không có khả năng kháng vi-rút) dẫn đến mất năng suất nghiêm trọng. Giống như các loại virus lây nhiễm cho động vật và thực vật, mycovirus đòi hỏi các tế bào sống của các sinh vật khác sao chép.
Mycovirus đã được phát hiện trong tất cả các loại nấm chính của nấm, bao gồm Chytridiomycota, Zyeimycota, Ascomycota, Deuteromycota và Basidiomycota . Mặc dù nhiều loại mycovirus và nấm chủ của chúng đã được xác định, nhưng chắc chắn vẫn còn nhiều loại mycovirus.

## Cấu tạo
Theo báo cáo gần đây nhất liên quan đến phân loại vi-rút, bộ gen của hầu hết các loại vi-rút bao gồm ARN sợi kép (DSRNA), trong khi bộ gen của khoảng 30% mycovirus được tạo thành từ một chuỗi ARN đơn chuỗi (+ ssRNA) . Lần đầu tiên, một loại mycovirus liên quan đến geminillin đã được báo cáo lần đầu tiên.
Ngoài ra, mycovirus cũng có những đặc điểm độc đáo sau: (1) hầu hết các mycovius đều không có con đường ngoại bào để lây nhiễm; (2) các virus này chỉ được truyền qua tế bào thông qua sự phân chia tế bào, bào tử và phản ứng tổng hợp tế bào và (3) các mycovirus dường như thiếu protein chuyển động - điều này rất cần thiết cho vòng đời của virus động vật và thực vật.